# Gregor Födransperg - Fedr
Gregor Födransperg - Fedr, slovenski popotnik, pisec in fotograf, * 6. april 1972, Ljubljana

## Življenjepis
Obiskoval je osnovno šolo Boris Kidrič (dandanes OŠ Savsko Naselje) v Savskem Naselju v Ljubljani, nato Gimnazijo Poljane. Bil je odličen učenec in prav dober dijak.
Po končani gimnaziji leta 1991 se je vpisal na ameriško univerzo Webster na Dunaju, kjer je študiral poslovni menedžment (business management) in angleščino. Po enem letu študija na Dunaju se je prepisal na matično podružnico univerze v St. Loiusu, ZDA. Tretji letnik univerze Webster je obiskoval v nizozemskem Leiden-u, zadnjega pa v Londonu.
Potovati je začel že kot dijak in kasneje študent: z železniško vozovnico Interrail je dvakrat potoval po prestolnicah Evrope, z avtomobilom katrco (Renault 4) je potoval do Portugalske in nazaj, z nahrbtnikom raziskal grške otoke in s kolesom premagal Alpe na poti od Ljubljane do Londona.
Po končanem študiju 1995 leta je ostal v Londonu, kjer je najprej opravljal pisarniško delo, nato pa se je preusmeril v računalništvo. Ob delu je na univerzi Webster opravljal tudi magisterij iz informatike in čeprav je vse izpite opravil z najvišjo oceno, zaenkrat še ni končal magistrske naloge. Zadnje leto v Londonu je delal v računalniškem oddelku televizijske hiše Channel 4. Ob vikendih je delal v finančnem oddelku največje londonske knjigarne Waterstone's, občasno pa je tudi prevajal.
Poleti leta 1999 je dal odpoved na televizijski postaji Channel 4 in v knjigarni Waterstone's, in se odpravil na potovanje z nahrbtnikom okoli sveta. Sedem mesecev je prebil v raziskovanju jugovzhodne Azije (Tajska, Laos, Kambodža, Vietnam, Filipini, Malezija in Singapur), nato pa preko Tajvana in Los Angelesa poletel v Mehiko. Obiskal je še Belize, nato pa se za osem mesecev naselil v Gvatemali. Živel je v mestu Quetzaltenango (po domače Xela), kjer je prostovoljno delal kot treking vodič za organizacijo Quetzaltrekkers, ki z organizacijo trekov po gvatemalskem višavju in vzponov na najvišje vulkane Srednje Amerike zbira sredstva za projekte, ki pomagajo otrokom z ulice.
Pozimi leta 2001 se je vrnil v Slovenijo in organiziral svoje prvo odmevno odpravo, pohod čez Pacifiški greben ZDA. Med 10. majem in 20. oktobrom 2001 je kot prvi Slovenec prehodil 4220 km od mehiške do kanadske meje, čez zvezne države Kalifornijo, Oregon in Washington.
Junija 2002 se je odpravil na svoje prvo kolesarsko potovanje. V šestnajstih mesecih je nameraval v smeri urinega kazalca obkrožiti Sredozemsko morje. Za pot je načrtoval 16 mesecev, vendar je zaradi prometne nesreče na Siciliji moral odnehati po enem letu in 8182 prevoženih kilometrih. Prekolesaril je Balkan, Malo Azijo, Bližnji vzhod in severno Afriko. Med potovanjem je v Siriji spoznal svoje sedanje dekle Moniko Bogataj, ki se mu je nato v Egiptu pridružila za mesec dni kolesarjenja po Sahari in ob Nilu. Svoje vtise in spomine s potovanja po Sredozemlju je strnil v svojem knjižnem prvencu Kilometri Sredozemlja, ki je v samozaložbi izšla decembra leta 2003.
Oktobra leta 2004 se je odpravil na naslednje kolesarsko potovanje, tokrat po Afriki. Sam je kolesaril tri mesece po Južnoafriški republiki in Lesotu, nato se mu je pri Viktorijinih slapovih pridružila Monika. Skupaj sta v treh mesecih prekolesarila Zambijo, Malavi, Tanzanijo in Kenijo. Kot zaključek potovanja sta se povzpela na Kilimandžaro (5895m), najvišjo goro Afrike.
Ukvarjati se je tudi z organizacijo skupinskih potovanj po deželah, ki jih je spoznal med svojimi odpravami. Svoje krstno vodeno potovanje je izpeljal čez novo leto 2006, ko je skupino odpeljal na Kilimandžaro, safari in Zanzibar. S tem se je v istem letu že drugič uspešno povzpel na najvišjo goro Afrike.
Trenutno vodi turistično agencijo Slovenia Explorer, ki se posveča podrobnemu raziskovanju Slovenije za turiste. 

## Delo

### Objavljene reportaže
O svojih poteh je objavljal v revijah in časopisih: Delo (Trip), Finance, Slovenske novice, Svet & Ljudje, Antena, Adrenalin, Nedeljski dnevnik, Polet, e-fotografija, Žurnal, Gea, Magazin, Vzajemnost, Horizont in P&S Potovanja in stil.

### Knjige
- Kilometri Sredozemlja (2003), (samozaložba), (COBISS)
- Kolo, severovzhod : kolesarsko potepanje po Afriki, od Rta dobre nade do Kilimandžara (2007), (samozaložba), (COBISS)

### Fotografske razstave
- razstava »Kilometri Sredozemlja« ob izidu knjige v galeriji ljubljanskega BOF-a, november 2003
- stalna razstava »Dan v življenju karavane Pariz – Dakar« v ljubljanskem športnem baru Lepa Žoga od decembra 2003
- razstava »S kolesom po Sredozemlju« v knjižnici Otona Župančiča, december 2003 – januar 2004
- razstava »S kolesom po Sredozemlju« v Mladinskem centru v Postojni, marec – april 2004
- razstava »Kilometri Sredozemlja« v hali A ljubljanskega BTC-ja, april 2004
- razstava »Kilometri Sredozemlja« v hali D ljubljanskega BTC-ja, maj 2004
- razstava »Kilometri Sredozemlja« v mariborskem BOF-u, junij 2004 - april 2005
- razstava »Kolo, Kilimanjaro« v fotokotu ljubljanske kavarne Pločnik ob Tromostovju, poletje 2005

### Udeležba na fotografskih natečajih
- natečaj organizacije Pacific Crest Trail Association leta 2002, prvo mesto v kategoriji Trail work (delo na poti), drugo mesto v kategoriji Human spirit (človeški duh), častna omemba v kategoriji Trail majesty (veličastnost poti).
- natečaj »Razkaži mi svet«, Študentska organizacija v Ljubljani leta 2003, prvo mesto med barvnimi diapozitivi.
- natečaj revije Gea leta 2003, uvrstitev na razstavo, tema: Biseri narave
- natečaj revije Gea leta 2004, peto mesto, tema: Biseri sveta
- natečaj revije Svet & Ljudje 2004, prvo mesto, tema: Lepo in brezskrbno otroštvo